# Табличка населеного пункту
Табличка населеного пункту — дорожній знак із назвою населеного пункту, що встановлюють на в'їзді до чи на виїзді з нього. Знаки, що позначають межу населених пунктів, належать до інформаційно-вказівних знаків та слугують орієнтиром для учасників дорожнього руху. У багатьох країнах ці знаки не просто показують назву, а й також відіграють певну роль, визначену правилами дорожнього руху. Так, наприклад, таблички на в'їзді зазвичай встановлюють початок обмеження швидкості після знаку в межах населеного пункту, тоді як таблички на виїзді сигналізують кінець цього обмеження.

## Історичний розвиток

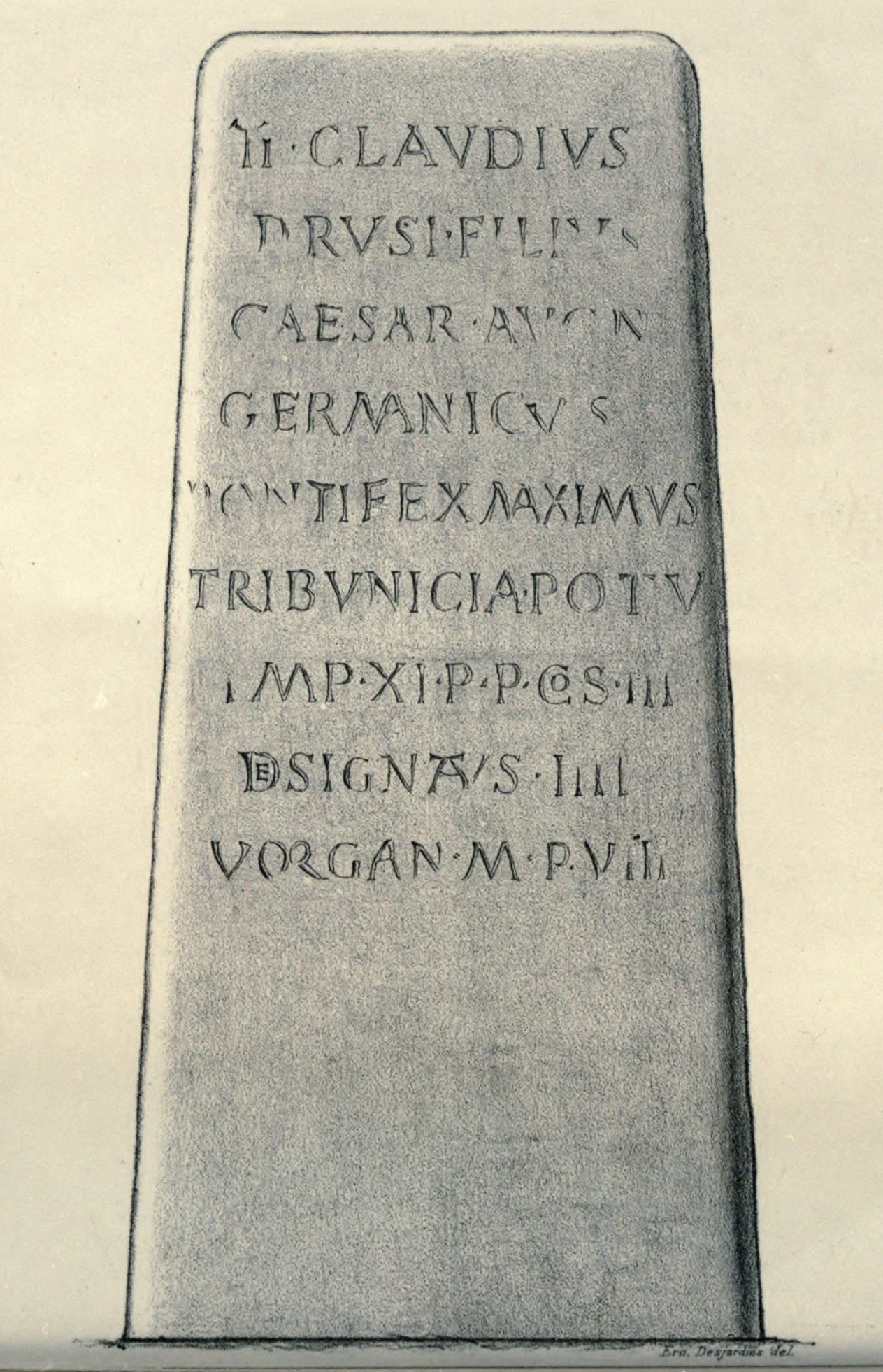
Римський міліарій із зазначенням відстані до міста Воргій, столиці провінції (нині Каре-Плуге)

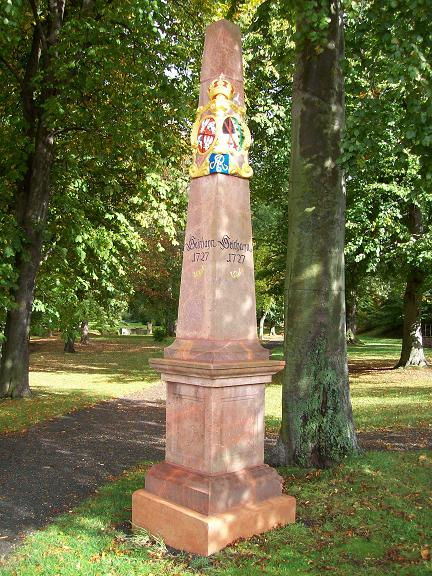
Назва міста на поштовому стовпі 1727 року в Саксонському курфюрстві, тут — на Нижніх міських воротах у Гайтгайні

Німеччина (1923—1934)
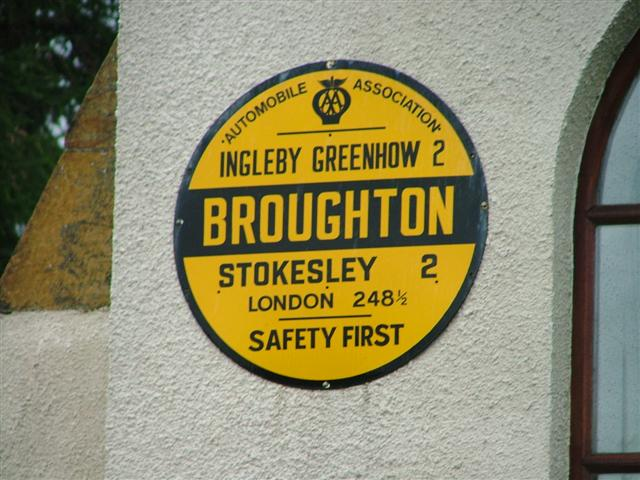
Велика Британія (початок XX століття)
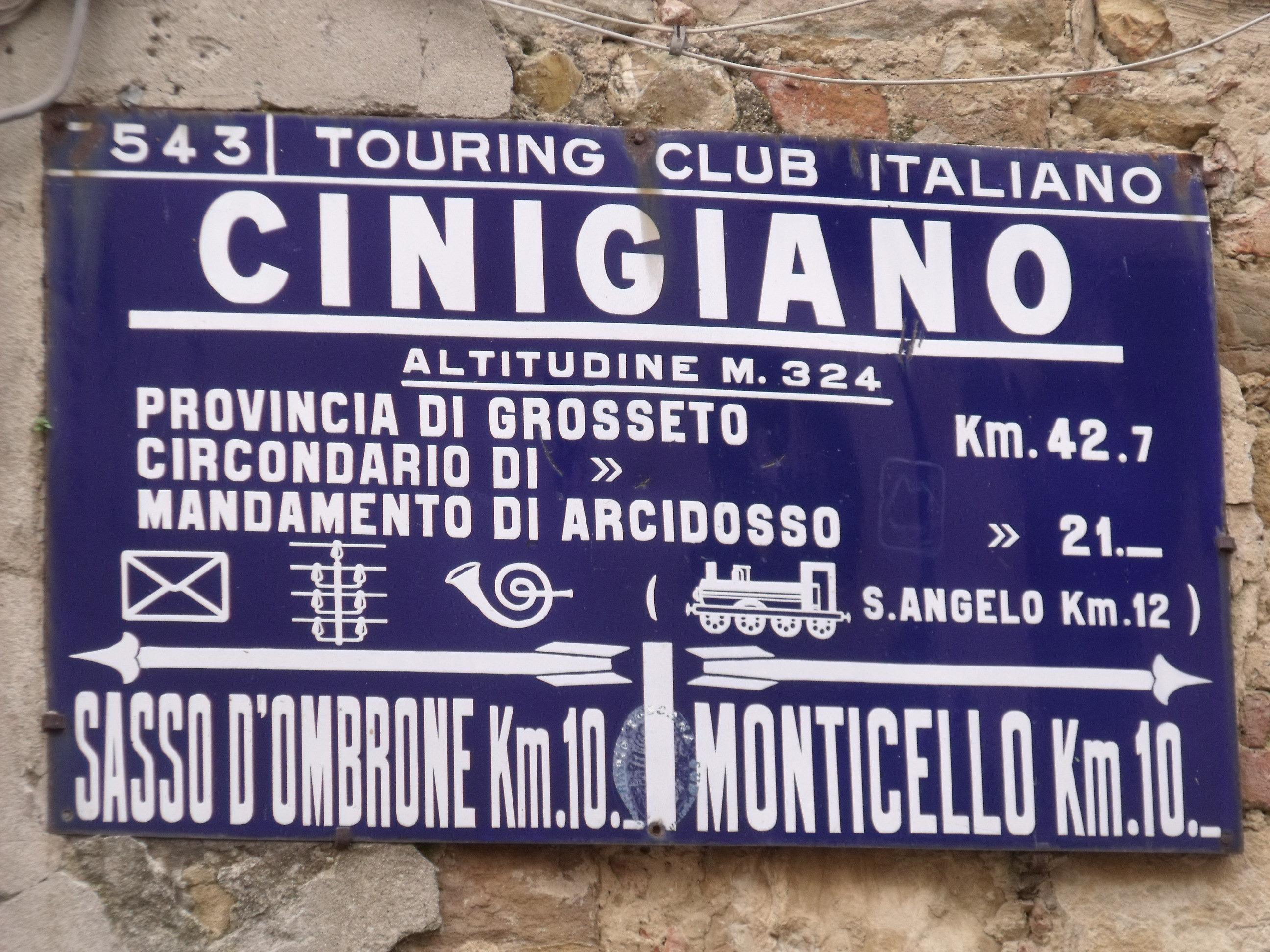
Італія (початок XX століття)
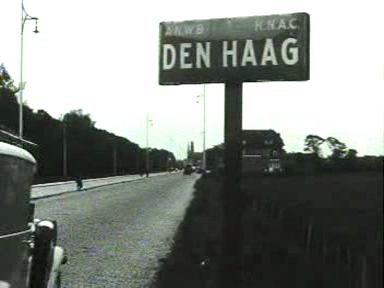
Нідерланди (близько 1934)
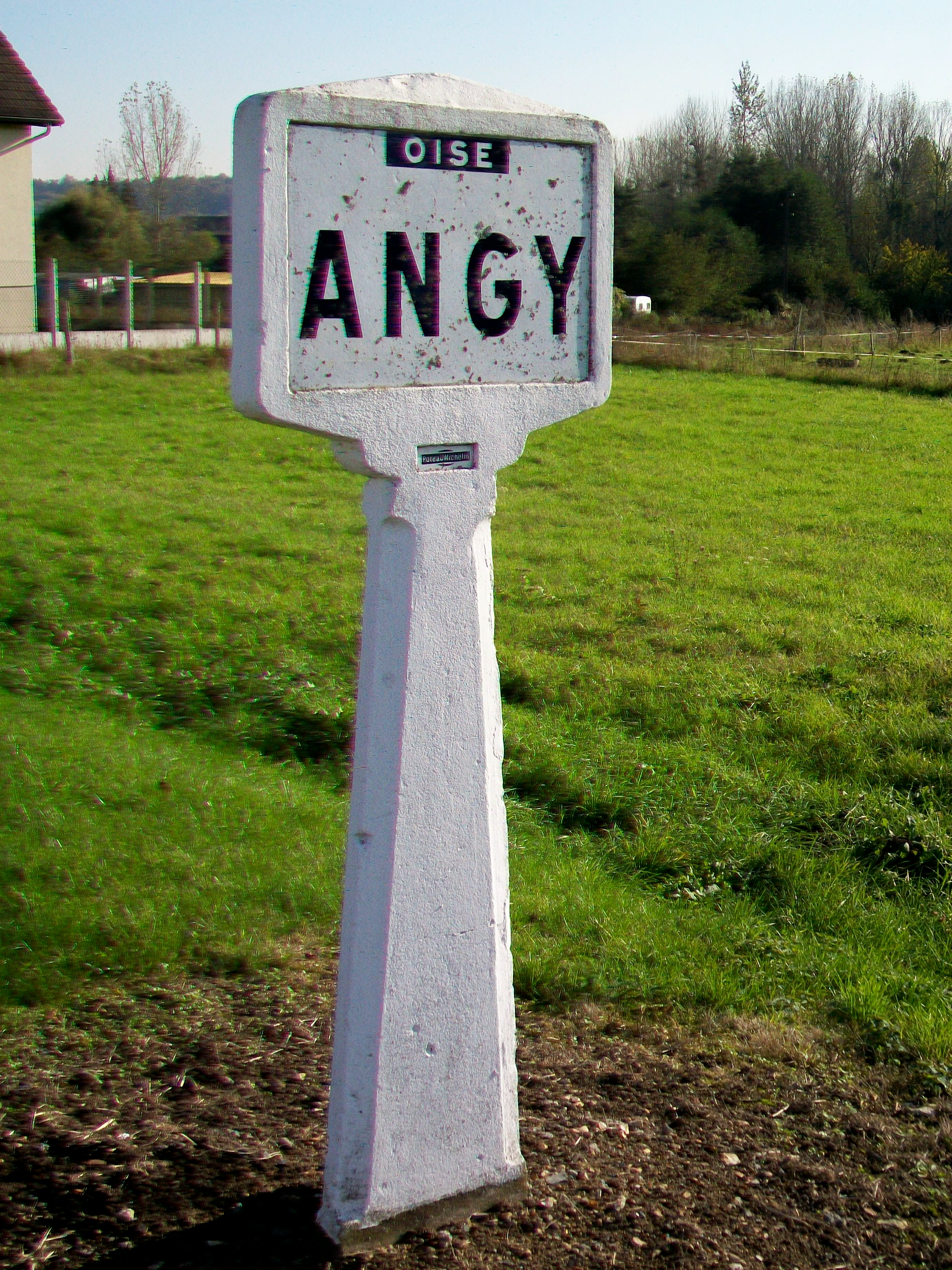
Франція (близько 1934)

Сьогодні таблички населених пунктів можна зустріти майже в усіх частинах світу і, відповідно, вони вважаються звичним явищем. Сучасний вигляд знаків відповідає переважно вимогам моторизованого руху і використовується приблизно з 1930-х років. До цього знак населеного пункту пройшов різні етапи розвитку, через що точну дату його виникнення визначити неможливо. Втім очевидно, що історія табличок населених пунктів тісно пов'язана з історією дороговказів, мильових каменів і дистанційних стовпів. Уцілілі римські мильові камені доводять, що вже у стародавній Європі назви економічно або військово важливих міст були написані на каменях вздовж римських доріг. Подорожнім бойовим загонам, адміністративним чиновникам і купцям таким чином було легше орієнтуватися на місцевості та знати щонайменше назву найближчої столиці провінції.
У століття по занепаду Римської імперії ця система не зазнала значних змін чи подальшого розвитку. Відсутність догляду навіть призвела до того, що з роками велика кількість міліаріїв була втрачена, а разом з ними й присутні на них топоніми. Однак можна припустити, що важливі місця продовжували залишати свої назви впізнаваними для зовнішнього світу і в цей період, зберігаючи існуючі камені, або встановлюваючи менш довговічні дерев'яні таблички на заміну. Втім, систематичного і повсюдного проставлення табличок не відбувалося. Розквіт в'їзних табличок був спричинений бурхливим розвитком поштової справи у XVIII столітті. У Саксонському курфюрстві, наприклад, відповідно до державних вимог 1721 року поштові стовпи, що також містили назву населеного пункту, встановлювалися перед міською брамою, а пізніше, як варіант — на ринковій площі або інших транспортних розвилках міста. Схоже відбулося із мильовими каменями Саксонського королівства, що протягом 1859—1866 рр. встановлювали на початку та кінці поштових трактів. Крім того, згідно з розпорядженням уряду Саксонії про встановлення дороговказів і табличок населених пунктів від 29 січня 1820 року, яке діяло до 1934 року, вказівні стовпи і топонімічні знаки в Саксонії встановлювали комуни — спочатку з дерева, а згодом також з місцевого блочного каменю.

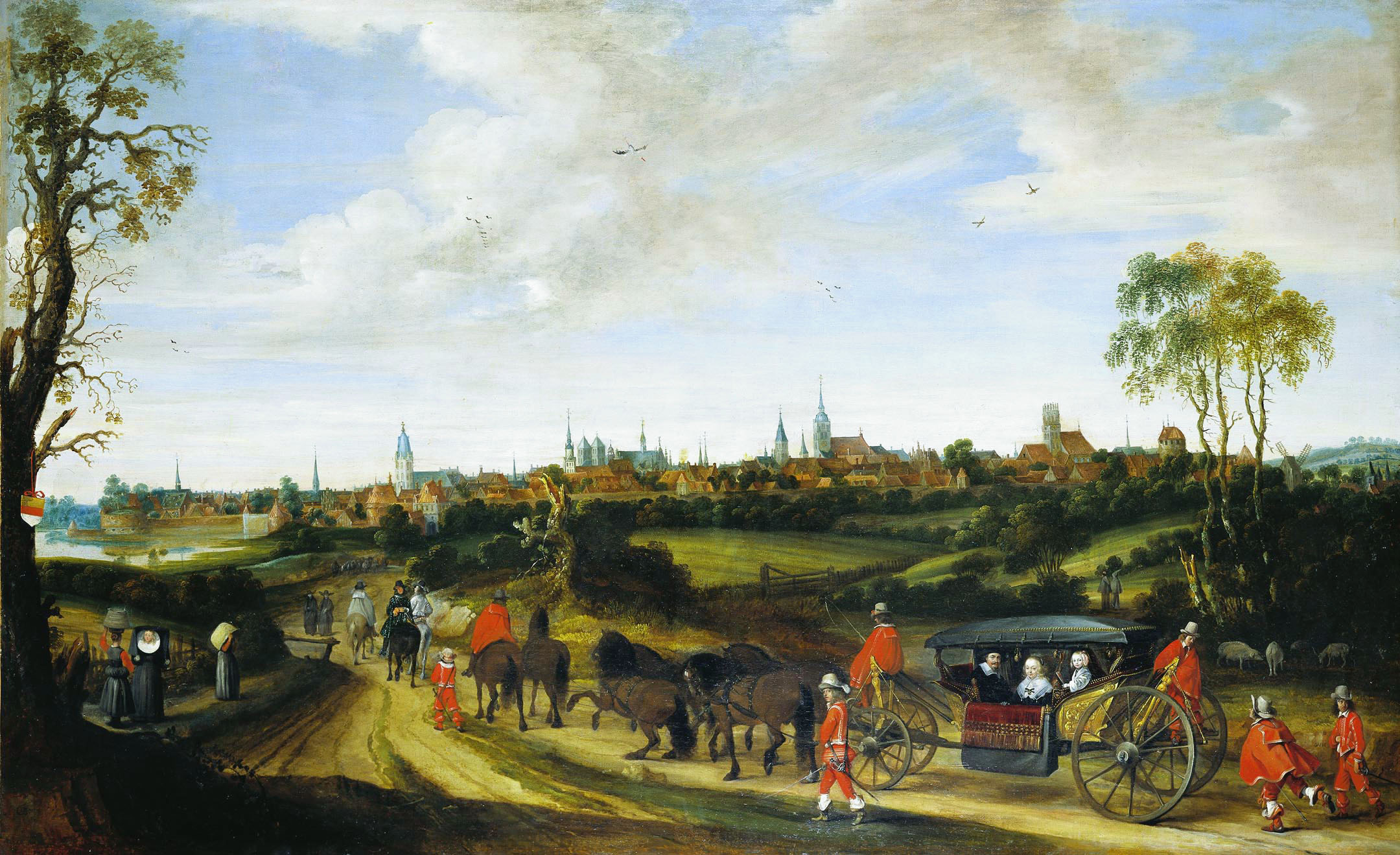
Герб Мюнстера, що висить на дереві як зустрічальна табличка, на картині Адріана Паува 1643 року
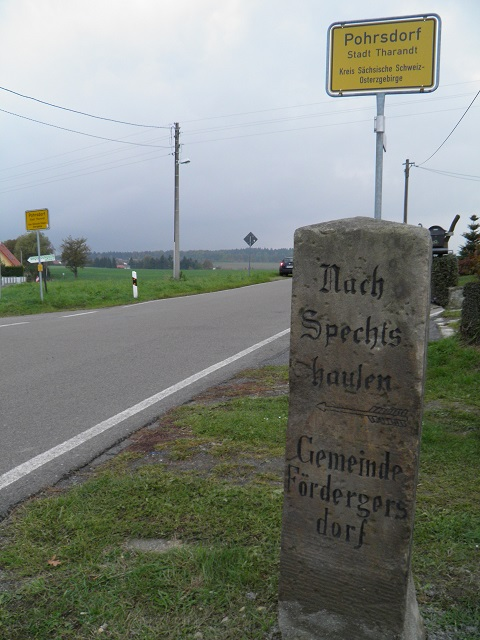
Дороговказний стовп із назвою поселення (близько 1900) та табличкою у Фордергерсдорфі

Таблички населених пунктів у звичному значенні з'явилися на початку XIX століття в Вюртемберзькому королівстві. Вони були дерев'яними, прикріплювалися до палиці та розміщувалися в центрі населеного пункту. На початку вони використовувалися переважно як орієнтири для немісцевих подорожніх. Однак у середині століття адміністративна влада визнала їхню цінність і почала використовувати таблички в адміністративних цілях. Таблички стали виготовляти з чавуну за встановленими стандартами, і вони містили докладну інформацію про відповідні адміністративні та військові одиниці.
У той же час інші німецькомовні держави, зокрема Баварське королівство, Австрія та Велике герцогство Мекленбурзьке, запровадили аналогічні таблички з чавуну та деревини. Зазвичай таблички розміщувалися на видному місці (у середмісті, біля ратуші тощо). Часто поруч були також дороговкази з інформацією про відстань до більших навколишніх населених пунктів. В Австрії досі можна побачити історичні таблички поселень, які містили назву населеного пункту, муніципалітету, судового округу, політичного округу, а в деяких землях також назву відповідної землі.

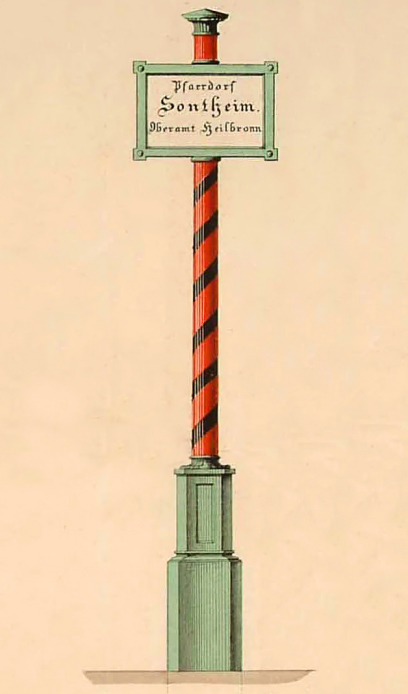
Вюртемберзьке королівство: Ескіз таблички (близько 1863)
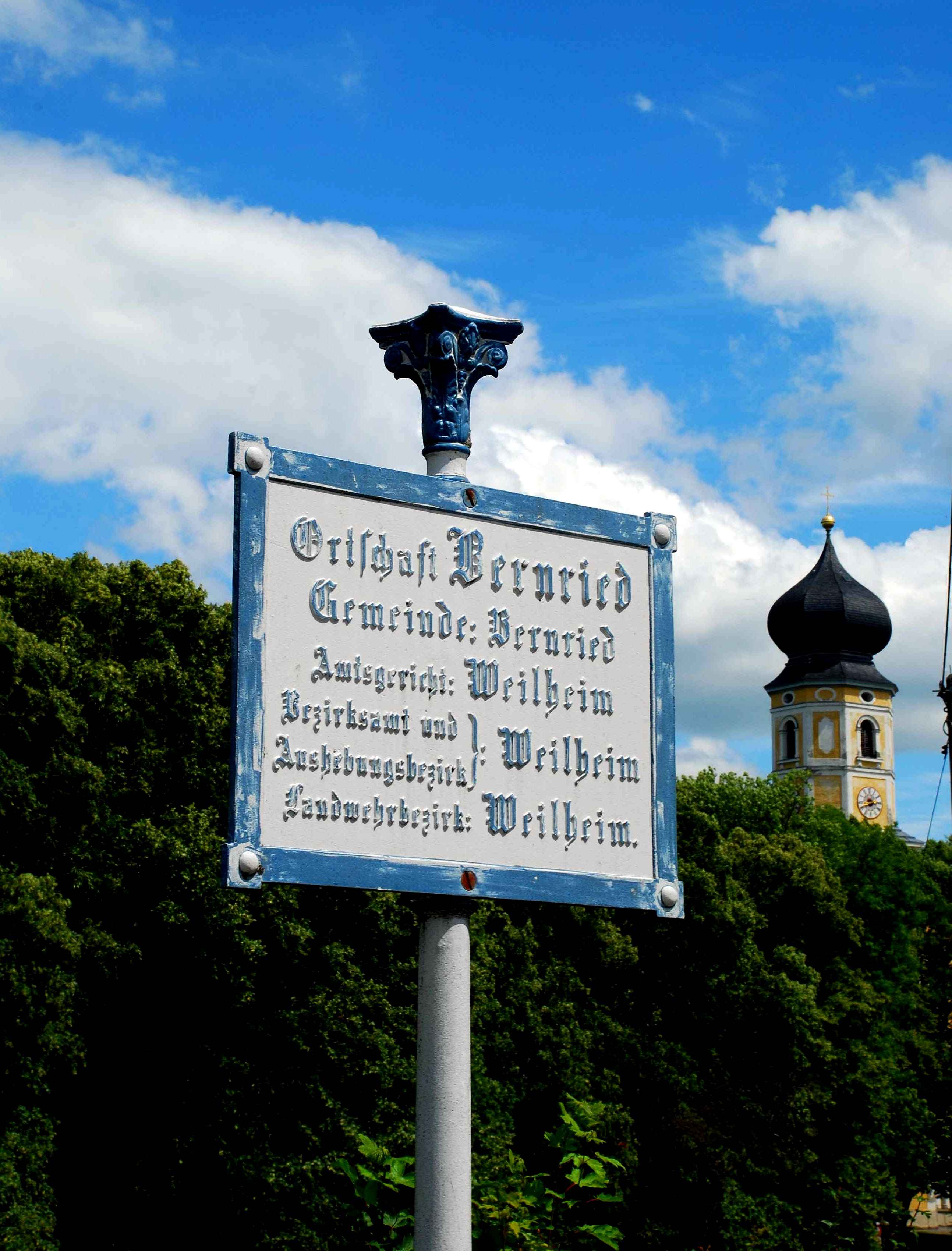
Баварське королівство: Табличка в Бернріді (після 1879)
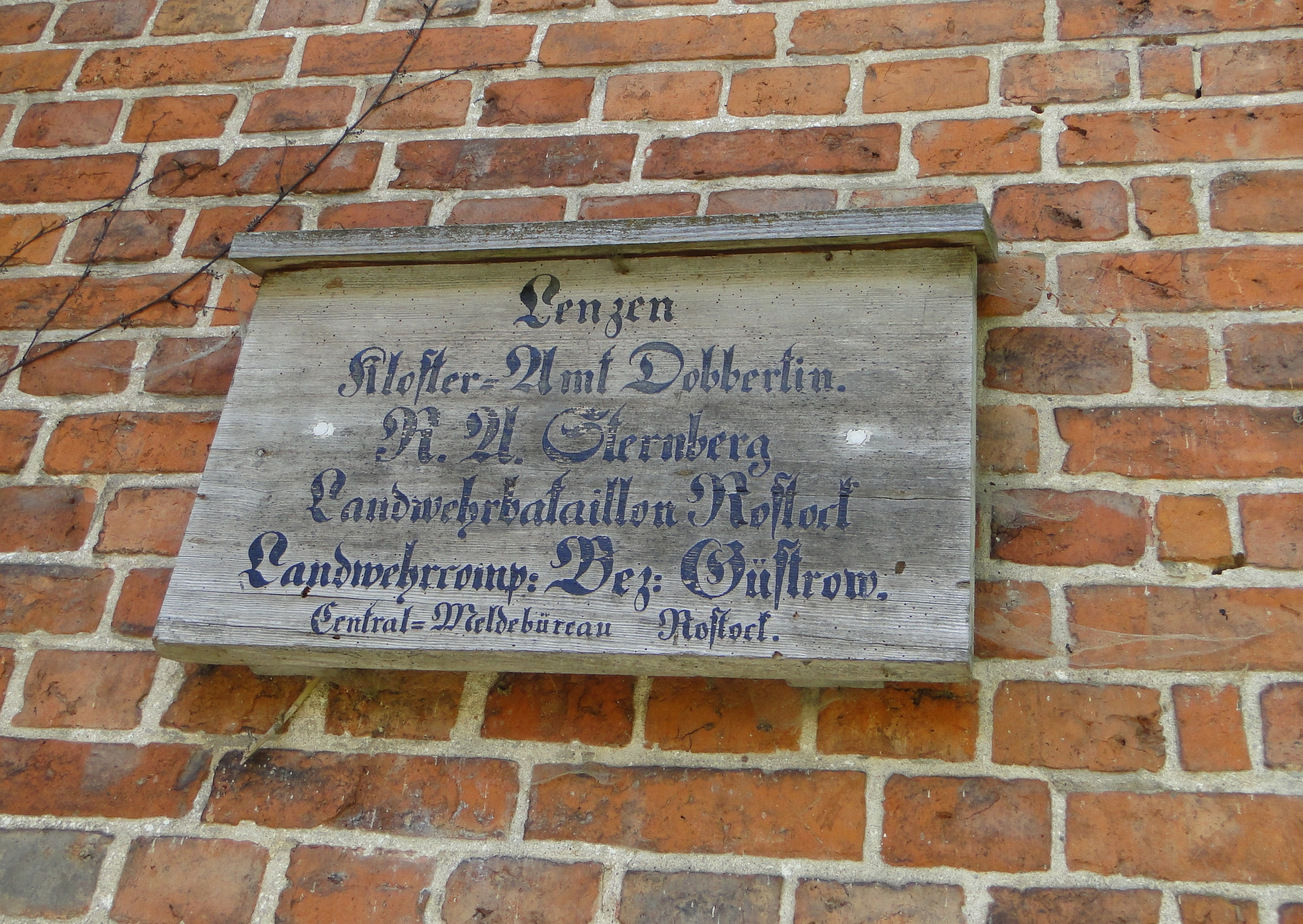
Велике герцогство Мекленбурзьке: Табличка в Ленцені (близько 1888)
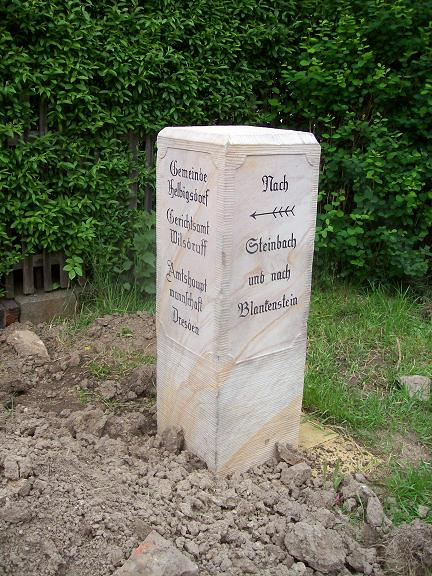
Саксонське королівство: Дороговказний стовп-табличка в Гельбігсдорфі (близько 1900)
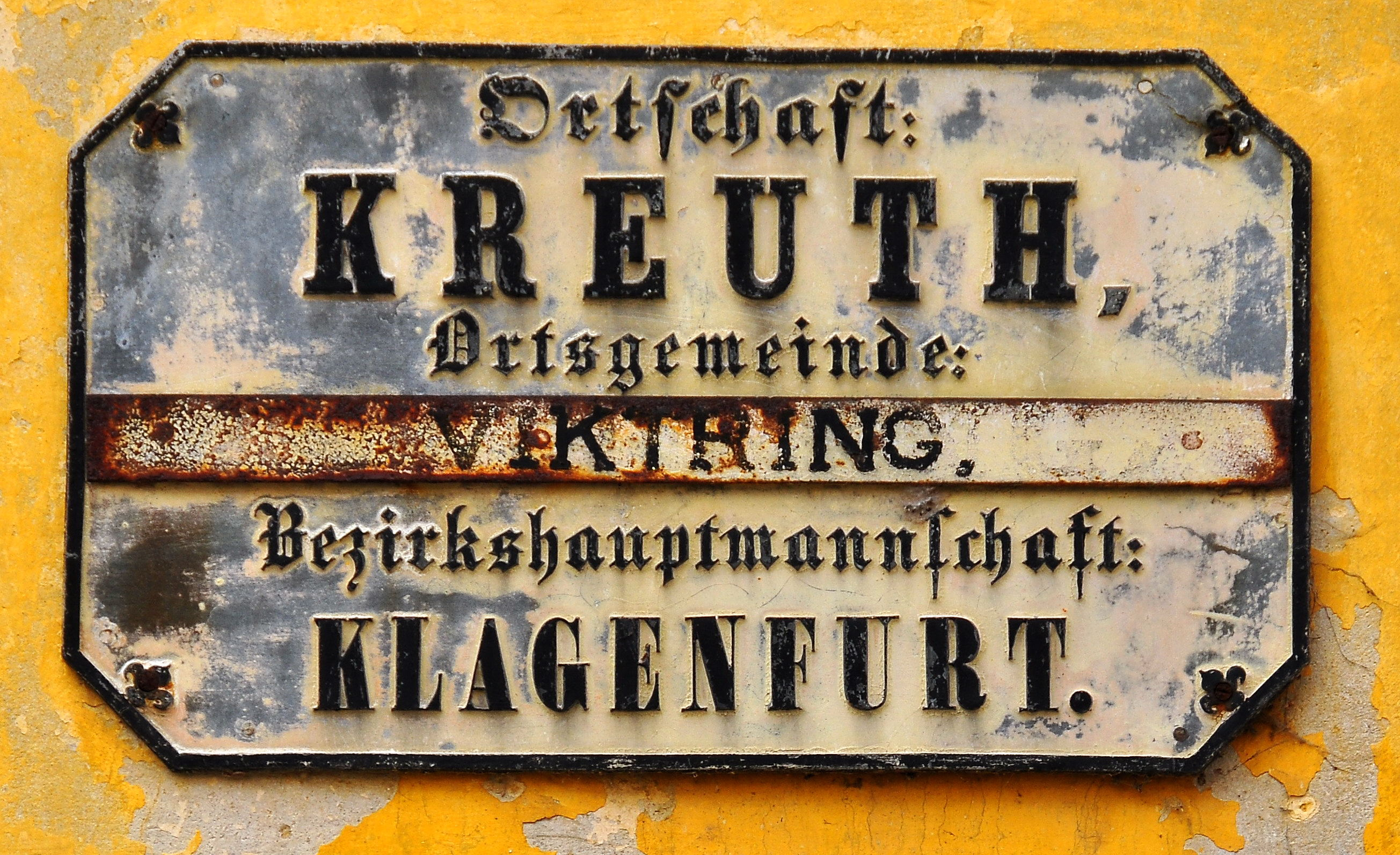
Австрія: Табличка в Кройті, Каринтія (дата невідома)
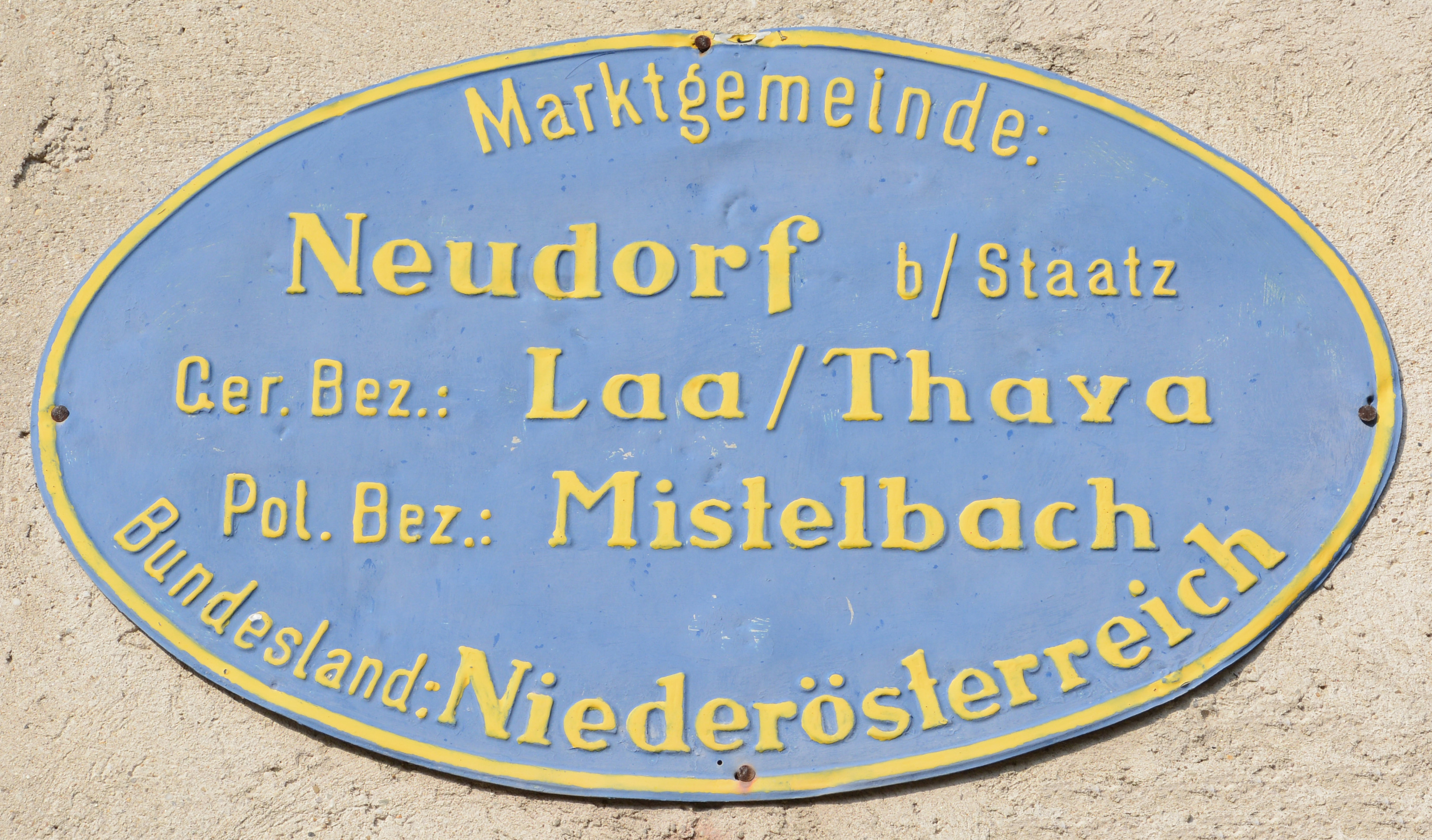
Австрія: Табличка у Нойдорфі-бай-Штаатц, Нижня Австрія (дата невідома)

Новою віхою поширення табличок стала поява автомобіля й автомобільного туризму на початку XX століття. У багатьох країнах Європи засновувалися організації (наприклад, Загальнонімецький автомобільний клуб), які відстоювали інтереси подорожніх. Для того, щоб полегшити орієнтування людям, які не знайомі з місцевістю, вони фінансували встановлення місцевих табличок. Місцеві таблички зазвичай виготовлялися з емальованого металу і, окрім назви населеного пункту, містили інформацію про відстань до найближчих населених пунктів, назву організації чи рекламні оголошення. Кількома роками пізніше влада запровадила перші дорожні знаки, проте це були лише знаки попередження та регулювання руху транспортних засобів. Тільки в 1930-х роках багато країн почали використовувати таблички населених пунктів як дорожні знаки. Так, у 1934 році вони були включені до правил дорожнього руху Третього Райху, а у Верхній Австрії — 1937 року. Нові дорожні знаки були розроблені без реклами, щоб назва населеного пункту виглядала чітко і зрозуміло. Оскільки в багатьох країнах таблички з назвою тепер також позначають початок обмеження швидкості в межах населеного пункту, їх почали встановлювати не всередині населеного пункту, а на його зовнішніх межах.
- Німеччина
(1923—1934)
- Велика Британія
(початок XX століття)
- Італія
(початок XX століття)
- Нідерланди
(близько 1934)
- Франція
(близько 1934)

## Зовнішній вигляд
Таблички населених пунктів у всьому світі не мають однакового дизайну й іноді сильно відрізняються за кольором і шрифтом. Найважливішою частиною таблички завжди є назва населеного пункту. Вона відображається на знаку відповідною офіційною мовою, з великої літери або тільки великими літерами. Для кращої прочитності назва надрукована рубаним шрифтом (див. Road UA). У деяких країнах та регіонах таблички багатомовні або поруч із місцевою абеткою (наприклад грецькою чи кирилицею) також зазначають латинську транслітерацію.
У більшості випадків назва населеного пункту зображена темним кольором шрифту на світлому тлі. У деяких країнах можна зустріти і протилежний випадок, тобто світлий напис на темному тлі. Дуже часто назву обрамляють, аби знак краще виділявся на тлі оточення. Крім назви населеного пункту, на таблички часто додають піктограми, герби або назви адміністративно-територіальних одиниць вищого рівня. Кінець населеного пункту зазвичай позначається діагональною рискою.
Багато країн-членів Віденської конвенції про дорожні знаки та сигнали при проєктуванні дорожніх знаків дотримуються її керівних принципів. Вони передбачають, що знаки з назвами населених пунктів («Знаки, що позначають початок і кінець забудованої території») повинні містити назву, піктограму міської забудови або і те, і інше. Знаки, що вказують на кінець забудови, додатково мають червону смугу (або кілька паралельних ліній червоного кольору), яка проходить від правого верхнього кута до лівого нижнього. Написи повинні бути темного кольору на білому або світлому фоні.
Наведені нижче таблички населених пунктів відображають вимоги дизайну Конвенції.

Початок населеного пункту
Кінець населеного пункту
Початок населеного пункту
Кінець населеного пункту
Початок забудови населеного пункту
Кінець забудови населеного пункту